# Меликов, Асиф Мамед оглы
Асиф Мамед оглы Меликов (азерб. Asif Məmməd oğlu Məlikov; род. 13 апреля 1971, Исмаиллы, Азербайджан) — азербайджанский тяжелоатлет, бронзовый призёр чемпионата мира 1997 года и чемпионата Европы 2004 года. Завершил спортивную карьеру в 2009 году.

## Карьера
Родился 13 апреля 1971 года в Исмаиллы.
В 1986 году поступил в Сумгаитский политехнический техникум. В 1987 году принимается в сборную СССР по тяжёлой атлетике, присвоено звание мастера спорта. В 1989 году поступает в Азербайджанский институт физкультуры и спорта в Баку.
Асиф Меликов представлял Азербайджан на Летних Олимпийских играх 1996 года в Атланте. В рывке он не смог поднять вес в 125 килограмм за три подхода, в результате этого прекратил соревнования досрочно.
На Чемпионате Мира в 1997 году, который проходил в таиландском городе Чиангмай Асиф Меликов поднял суммарный вес в 305 кг и стал бронзовым призёром соревнований.
В 2000 году указом президента Азербайджана Гейдара Алиева награждён орденом «Слава».
Весной 2004 года на Чемпионате Европы в Киеве спортсмен поднял суммарный вес 280 килограмма и завоевал бронзовую медаль. Летом того же года участвовал в Летних Олимпийских играх в Афинах, где занял 12 место с общей суммой в 265 кг (в рывке — 115 кг, в толчке — 150 кг).
В 2005 году поступил в Полицейскую академию МВД Азербайджана.